# Дикс, Джон Адамс
Джон Адамс Дикс (англ. John Adams Dix) — американский государственный деятель.
Джон Адамс Дикс родился 24 июля 1798 года в городе Боскауэне, Нью-Гэмпшир. Во время войны 1812 года стал кадетом, принимал участие в операциях на канадской границе. В 1828 году Дикс достиг звание капитана. Изучив законодательство, он начал практиковать закон. С 1831 по 1833 год Дикс был генерал-адъютантом. В 1842 году принимал участие в законодательном собрании. Затем Дикс был избран сенатором от партии демократов. В 1861 году после отправления обязанностей начальника почты Нью-Йорка, назначен министром финансов президентом Джеймсом Бьюкененом. В 1873—1875 года — губернатор штата Нью-Йорк. Дикс скончался в Нью-Йорке 21 апреля 1879 года.